# Ronde van Hangzhou
De Ronde van Hangzhou was een meerdaagse wielerwedstrijd in China die gepland was door de UCI maar twee keer niet door gegaan is. Het ontstaan van de wedstrijd was volgens UCI-preses Pat McQuaid: "Een logische stap in de ontwikkeling van het wielrennen, een sport die wereldwijd blijft groeien."

## Geschiedenis
De eerste editie was eigenlijk gepland voor 2012 en zou een week na de Ronde van Peking worden verreden. Dit zou dus van 17 oktober tot en met 21 oktober 2012 zijn. De vijfdaagse ronde zou dan ook meteen deel uitmaken van de UCI World Tour, al moest de licentiecommissie daar in eerste instantie nog wel toestemming voor geven. Hoewel deze toestemming op 26 juni door de UCI gegeven werd maakte de UCI op 28 augustus bekend dat de eerste editie van de tweede Aziatische WorldTourkoers een jaar was uitgesteld. Ook de editie van 2013 ging niet door.